# Macrocera renalifera
Macrocera renalifera är en tvåvingeart som beskrevs av Loïc Matile 1988. Macrocera renalifera ingår i släktet Macrocera och familjen platthornsmyggor.
Artens utbredningsområde är Nya Kaledonien. Inga underarter finns listade i Catalogue of Life.